# Кодекс Алиментариус
Ко́декс Алимента́риус (лат. Codex Alimentarius — пищевой кодекс) — это свод пищевых международных стандартов, принятых Международной комиссией ФАО/ВОЗ по внедрению кодекса стандартов и правил по пищевым продуктам. Стандарты кодекса охватывают основные продукты питания — обработанные, полуфабрикаты и необработанные.
На 2012 год в состав комиссии входило 186 стран и весь Евросоюз. Статус наблюдателей кодекса имели 215 организаций (межправительственных, неправительственных и органов ООН).
Был создан в 1963 году совместно с ФАО (продовольственная организация, созданная ООН и ВОЗ). 

## Краткая история
Комиссия по Codex Alimentarius была образована под влиянием фармацевтической промышленности в 1963 году, во исполнение резолюций, принятых в 1961 году на одиннадцатой сессии конференции ФАО при ООН и на шестнадцатой ассамблее ВОЗ. Однако, исторические корни названия Codex Alimentarius прослеживаются в своде Codex Alimentarius Austriacus (так именовалось собрание стандартов и описаний множества продуктов питания, разработанное в Австро-Венгерской империи в период с 1897 по 1911 год). Позже, в период с 1954 по 1958 год, Австрия уже активно способствовала созданию регионального европейского кодекса, Codex Alimentarius Europaeus. И именно совет по Codex Alimentarius Europaeus в 1961 году принял резолюцию, предлагающую взять разработанные им стандарты на вооружение в ФАО и ВОЗ.

## Область действия
Кодекс регулирует все пищевые продукты, как обработанные, так и сырые. Кроме стандартов на отдельные виды продукции, кодекс содержит общие стандарты, регламентирующие вопросы маркировки продукции, пищевой гигиены, пищевых добавок, содержания пестицидов, и процедуры исследования безопасности пищевых продуктов и биотехнологий.
Кодекс публикуется на нескольких языках: английском, французском, испанском. Часть стандартов, входящих в кодекс, также доступна на русском и арабском; некоторые стандарты переведены на китайский.
Кодекс регулирует:
- маркировку пищи (общие правила, руководства по указанию пищевой ценности, руководства по оформлению различных заявлений);
- пищевые добавки (основные стандарты, правила использования, требования к пищевым химическим веществам);
- загрязнение пищи (общие требования, предельные уровни загрязнения пищи радионуклидами, афла- и другими микотоксинами и др.);
- максимальные допустимые уровни пестицидов и ветеринарных препаратов в пище;
- методики оценки биотехнологических рисков;
- гигиену в пищевом производстве;
- методы анализа и выбора образцов.

Специфические стандарты существуют на такие виды пищи как:
- мясо и продукты из мяса;
- рыба и рыбопродукты;
- молоко и молочная продукция;
- диетическое и детское питание;
- свежие и обработанные овощи, фрукты, соки;
- зерновые и бобовые культуры и продукты из них;
- жиры, масла́, и продукты из них;
- различные пищевые продукты (шоколад, сахар, мёд, минеральная вода и другие).

## Критика
Кодекс Алиментариус написан так, будто бы он является обязательным для применения техническим стандартом на безопасность пищи, использование минералов и витаминов. Сторонники кодекса[кто?] заявляют, что он является лишь добровольным референсным стандартом, и поэтому необязателен к исполнению. Однако ВТО считает Codex Alimentarius международным стандартом при решении вопросов, связанных с пищевой безопасностью и защитой потребителей.
В 1996 году немецкая делегация предложила утвердить правило, согласно которому ни одно растение, витамин или минеральная добавка не продавались бы как превентивное или терапевтическое средство. Для них предлагалось ввести такие же требования, какие существуют для лекарственных препаратов. Предложение было согласовано[кем?], но не принято из-за протестов.
На 28-й сессии комиссии Codex Alimentarius (4—9 июля 2005) обсуждались, в том числе, руководства по витаминам и минеральным добавкам к пище (Guidelines for Vitamin and Mineral Food Supplements), которые рекомендуют поощрение людей выбирающих сбалансированную диету вместо рассмотрения различных витаминных или минеральных добавок. Добавление пищевых добавок возможно[уточнить] лишь в том случае, если поступление каких-то элементов с пищей недостаточно. Данные руководства вызвали возмущение среди сторонников пищевых добавок.
Хотя руководства не запрещали добавки, для них вводились требования на маркировку и упаковку, на минимальные и максимальные дозировки, и требования проверки безопасности и эффективности компонентов. Организации ООН ФАО и ВОЗ должны[когда?] утвердить данные критерии, чтобы прекратить передозировки витаминов и минеральных добавок.